# Bálint Lajos (pedagógus)
Bálint Lajos (Nyitranagykér, 1937. november 20. –  Somorja, 2021. február 2.) felvidéki pedagógus, tudományos kutató.

## Életpályája
Édesapja a második világháborút túlélte, de útban hazafelé elhunyt, így édesanyja egyedül nevelte a négy fiút. Később kitelepítették a családját a közeli Morgópusztára. 1960-ban a pozsonyi Comenius Egyetemen matematika–fizika szakos tanári oklevelet szerzett. 1960 és 1962 között a királyhelmeci középiskolában tanított. 1962 és 1979 között a nyitrai Pedagógiai Főiskola matematika tanszékén tanársegéd, majd adjunktus. 1979 és 1994 között a pozsonyi Pedagógiai Kutatóintézet munkatársa volt, közben 1988–1990 igazgatója is,  1994-től pedig az Állami Pedagógiai Intézet alkalmazottja. 
Magyar és szlovák nyelven publikálta pedagógiai szakcikkeit és oktatáspolitikai írásait. Mintegy harminc főiskolai jegyzet, iskolai tankönyv, módszertani kézikönyv szerzője, társszerzője, illetve fordítója volt. Szlovákul Ľudovít Bálint néven publikált.
Nyugdíjazása után is aktívan hozzájárult feladatgyűjtemények szerkesztéséhez, és rendszeresen részt vett a somorjai magyarság rendezvényein.

## Főbb művei
- Matematikai tételek és fogalmak (László Bélával, főiskolai jegyzet, 1967)
- Aritmetika v príkladoch (Aritmetika példákban) (főiskolai jegyzet, 1976)
- Teória vyučovania matematiky (A matematikatanítás elmélete) (többekkel, főiskolai jegyzet, 1979)
- az 1989 után használt matematika-tankönyvek nagy része, társszerzőként

## Díjai
- Pro Urbe díj, Somorja város önkormányzata, 2019